# Cryptops notandus
Cryptops notandus är en mångfotingart som beskrevs av Filippo Silvestri 1939. Cryptops notandus ingår i släktet Cryptops och familjen Cryptopidae.
Artens utbredningsområde är Amerikanska Samoa. Inga underarter finns listade i Catalogue of Life.